# Xanthorhoe iduata
Xanthorhoe iduata är en fjärilsart som beskrevs av Achille Guenée 1858. Xanthorhoe iduata ingår i släktet Xanthorhoe och familjen mätare. Inga underarter finns listade i Catalogue of Life.